# Caspofungina
La caspofungina (INN) (nombre de la marca por el cual es conocido en todo el mundo) es un fármaco de tipo lipopéptido antifúngico de Merck & Co., descubierto por James Balkovec, Regina Black y Frances A. Bouffard. Es un miembro de una nueva clase de antifúngicos denominados equinocandinas. Actúa inhibiendo la enzima (1→3)-β-D-glucano sintetasa y así perturbando la integridad de la pared celular del hongo. Caspofungina fue el primer inhibitor de la (1→3)-β-D-glucano sintetasa aprobado por la FDA. Su administración es por vía intravenosa.

## Espectro de susceptibilidad y resistencia
Caspofungina ha sido eficaz en tratar infecciones fúngicas por las especies  de Aspergillus y Candida. Los siguientes datos representan la concentración inhibitoria mínima (CMI) para unos organismos médicamente significativos.
- Candida albicans 0.015 - 16 μg/ml
- Candida krusei 0.03  - 8 μg/ml
- Cryptococcus neoformans 16 μg/ml

## Indicaciones
La inyección de acetato de Caspofungin fue inicialmente aprobada por la FDA, en los EE. UU., y la Agencia Europea de Medicamentos (EMEA), en Europa, en 2001.
Sus indicaciones terapéuticas actualmente aprobadas por ambas organizaciones incluyen la terapia empírica de presuntas infecciones fúngicas en pacientes adultos con fiebre y neutropenia, como también para el tratamiento de la aspergillosis invasiva en pacientes cuya enfermedad es refractaria a, o quiénes son intolerantes de, otro agente antifúngico (i.e., convencionales o formulaciones de lípido de amphotericin B y/o itraconazole).  Además, la aprobación de la FDA incluye indicación para el tratamiento de candidemia y algunas concretas infecciones por Candida (abscesos intra-abdominales, peritonitis, infecciones de la cavidad pleural, y esofagitis) y la aprobación del EMEA incluye indicación para el tratamiento de candidiasis invasiva en pacientes adultos.

## Eficacia clínica
Aproximadamente 36% de los pacientes refractarios a otras terapias respondieron bien a la terapia con caspofungina, mientras incluso 70% de pacientes intolerantes a otras terapias respondieron de manera adecuada. Aún deben hacerse estudios en el tratamiento de la aspergilosis invasiva.

## Contraindicaciones
Antecedente de hipersensibilidad al acetato de caspofungina o a cualquier otro ingrediente contenido en la formulación contraindica su uso.

## Advertencias
- Efectos hepáticos

El uso concomitante de caspofungina y ciclosporina en los voluntarios sanos demostraron un aumento de enzimas hepáticas (ALT=SGPT y AST=SGOT) que notados con ciclosporine sola. Tratamiento de combinación es sólo indicado si el beneficio potencial para el paciente sobrepasa el riesgo.
Reducción de dosificación en pacientes con función hepática alterada está recomendada. No hay evidencia de uso en pacientes con falla hepática.
- Reacciones de sensibilidad

Se han reportado reacciones debido a liberación de histamina (rash, hinchamiento facial, pruritus, sensation de calor y un caso de anafilaxis). 
- Resistencia de fármaco

En unos cuantos pacientes se han reportado infecciones causadas por Candida albicans, con sensibilidad reducida a caspofungina. Actualmente no hay ningún dato que considere desarrollo de resistencia en otro hongo que C. albicans.

## Embarazo y Lactancia
Caspofungina ha demostrado embriotoxicidad en estudios animales para, y por tanto ha sido asignada a clase C. Sólo puede ser administrado a mujeres embarazadas si el beneficio a la madre claramente sobrepasa el riesgo potencial a su feto.
El fármaco se puede encontrar en la leche de ratas lactantes, pero no es sabido si esto ocurre en humanos. Así, las mujeres lactantes tendrían que ser tratadas prudentemente.

## Pacientes Geriátricos
Normalmente, no se necesita ajustar la dosis.

## Pacientes Pediátricos
Caspofungina fue aprobada por la FDA para pacientes pediátricos mayores de 3 meses. Dosificación está basado en el área de superficie del cuerpo (BSA) se calcula por la fórmula de Mosteller.

## Efectos Adversos
Comparado a anfotericina B, la caspofungina parece para tener una incidencia relativamente baja de efectos adversos. En estudios clínicos e informes de farmacovigilacia, los efectos adversos vistos en 1% o más de los pacientes fueron los siguientes:
- Sistema Gastrointestinal: náusea, vomitando, dolor abdominal, y diarrea
- Sistema nervioso central: dolor de cabeza
- Cuerpo entero: fiebre, flebitis o tromboflebitis, complicaciones en el sitio de acceso venoso (p. ej. induration), dolor no especificado, síndrome gripal, mialgia, fríos, y parestesia
- Respiratorio: disnea
- Renal: Aumento de la creatinina plasmática.
- Hematológicos: Anemia
- Electrólitos: Hipocalemia
- Hígado: enzimas de hígado aumentado (asintomático)
- Hipersensibilidad: rash, edema facial, picor
- Otro: taquicardia

Además, se han reportado casos infrecuentes de hepatopatía sintomática, hinchamiento y edema periféricos, e hipercalemia. Un caso de anafilaxis (reacción alérgica severa) también ha sido notado.

## Resistencia
Resistencia en C. albicans ha sido descrita, pero es rara actualmente. El mecanismo es probablemente una mutación de punto en el (1→3)-β-D-glucan synthase gen.

## Interacciones de fármaco
- Ciclosporina: Ve bajo efectos hepáticos
- Tacrolimus.
- Otro antimicótico sistémico: con amphotericin B, itraconazole y micofenolato, ninguna interacción ha sido vista
- Inducers De fármaco clearance (p. ej. carbamazepine, phenytoin, rifampin, dexamethasone): considera 70 mg intravenoso cuando dosis de mantenimiento en vez de 50 mg

## Duración de tratamiento
La duración de la terapia en estudios anteriores era 34 días. Algunos pacientes fueron curados incluso por tratamiento de un día. Unos cuantos pacientes estuvieron bajo tratamiento durante 162 días y toleraron bien el fármaco, indicando que el uso a largo plazo puede ser indicado y tolerado favorablemente en casos de aspergillosis. Generalmente, la duración de tratamiento está dictada por la severidad de la enfermedad, la respuesta clínica, y la mejora de inmunocompetencia en pacientes inmunocomprometidos.

## Dosificación
Una dosis inicial de 70 mg por la infusión intravenosa está dada seguida por 50 mg intravenoso diariamente. Si ninguna respuesta está vista o si inducers de caspofungin clearance (ve encima) es coadministered la dosis diaria puede ser aumentada a 70 mg. Una infusión tendría que tomar aproximadamente 1 hora.

## Formas de dosificación
- Cancidas 50 mg para infusión intravenosa (fabricante Merck)
- Cancidas 70 mg para infusión intravenosa (fabricante Merck)
- Nombres de marca en países otro que los EE. UU. pueden variar.

## Semisynthesis
Caspofungina es semisintetizada de pneumocandin B0, un producto de fermentación de Glarea lozoyensis.